# Veles (Nordmazedonien)
Veles (mazedonisch und albanisch indefinit; kyrillisch Велес; albanisch definit Velesi; türkisch Köprülü) ist eine Stadt im Zentrum der Republik Nordmazedonien am Fluss Vardar. Sie ist Hauptort einer gleichnamigen Gemeinde.

## Name
Veles ist der heutige Name der Stadt in der mazedonischen Sprache (kyrillisch Велес) sowie in der albanischen Sprache, in welcher aber auch die bestimmte Form Velesi gebräuchlich ist. Auf Griechisch heißt sie Βελεσά Velesa, und auf Türkisch Köprülü, davon abgeleitet wurde die Stadt früher auch als Keuprulu oder Keuprili (albanisch Qyprilli/-u) bezeichnet.
Der Ursprung liegt im antiken Namen der Stadt Bylazora bzw. Vilaz-ora, der als zusammengesetzter Name anzunehmen ist, dessen zweiter Teil mit dem albanischen Wort ura („Brücke“) übereinstimmt. Ebenfalls gaben die Türken später der Stadt einen Namen in Anlehnung an das türkische Wort für „Brücke“, köprü.

## Geschichte

### Antike und Mittelalter
Die Stadt in Paionien ist bereits seit der Antike besiedelt. Die befestigte Stadt befand sich während der Antike etwas südlich des heutigen Ortsgebietes, an der Mündung des Flusses Topolka in den Vardar. Bereits 216 v. Chr. wird der dardanische Ort Vilaz-ora erwähnt, 168 v. Chr. kam er unter römische Herrschaft. In römischer Zeit stand die Stadt im Schatten des etwas weiter flussabwärts gelegenen Stobi, das heute allerdings eine Ruinenstadt ist. Im 6. Jahrhundert begann die slawische Besiedelung der Gegend, im 9. und 10. Jahrhundert gehörte der Ort zum Bulgarischen Reich, seit 1018 wieder zum Byzantinischen Reich und wurde administrativ in der byzantinischen Provinz Bulgarien zusammengefasst. Nach der Restauration des Bulgarischen Reiches im Jahre 1185 und mit dem Erstarken von Raszien war die Region zwischen dem bulgarischen, byzantinischen und serbischen Reich sowie dem Königreich Thessaloniki umstritten, jedoch konnten sich zeitweise auch lokale Herrscher wie Vukašin Mrnjavčević und Chreljo behaupten.

### Osmanische Epoche

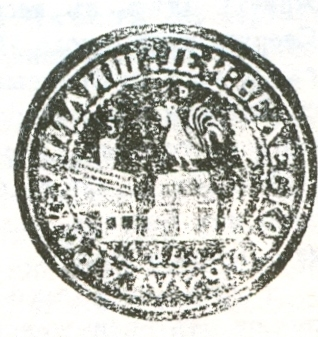
Siegel der bulgarischen Schule mit dem Gründungsjahr 1845

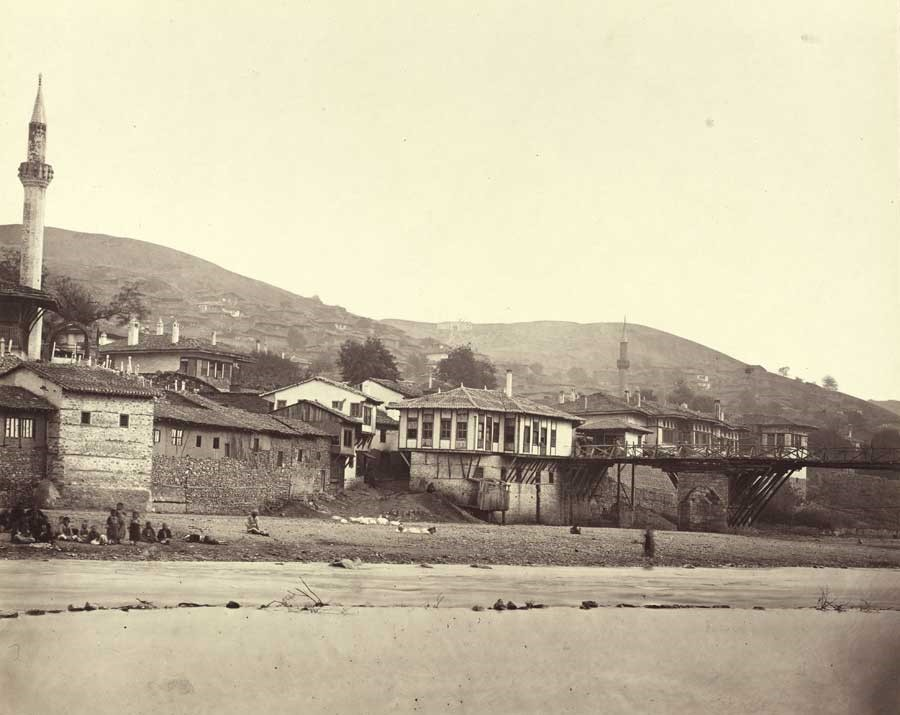
Veles (1863)

Im 14. Jahrhundert eroberten die Serben das Gebiet. Bald darauf begann für Veles die Zeit der osmanisch-türkischen Herrschaft. In der Mitte des 16. Jahrhunderts erwähnte der osmanische Reisende Hadschi Kalfa die Stadt. Eine weitere Beschreibung von Köprülü aus der hochosmanischen Zeit (16./17. Jahrhundert) findet sich im „Reisebuch“ (Seyahatnâme) des osmanischen Reisenden Evliya Çelebi. 1704 beschrieb der serbische Mönch Jerotej Račanin in seinem Werk Putašastvije k gradu Ierusalimu Veles als eine bulgarische Stadt, welche von den Osmanen „Küprülija“ genannt wird.
1831 und 1840 wurde die Stadt von der Pest heimgesucht. Zu Beginn des 20. Jahrhunderts wurde Veles durch die Bahnlinie Skopje–Thessaloniki mit dem osmanischen Eisenbahnnetz verbunden.
Im Zuge der Tanzimat-Reformen von 1839 konnte sich in den 1840er Jahren eine bulgarische Gemeinde bilden, welche die erste neubulgarische Schule und die Kirche St. Pantaleon in der Stadt und 1867 eine Bücherei und Druckerei (Druckerei Christo Danow) stiftete. Aus dem Jahre 1862 ist eine detaillierte Beschreibung Veles’ vom russischen Konsul in Bitola bekannt. 1870 wurde die Stadt durch einen Erlass des Sultans (Berât) Sitz einer Eparchie und eines Metropoliten des Bulgarischen Exarchats. Erster bulgarischer Metropolit wurde Genadij von Veles. Nach der Ethnographie des Vilayets d’Andrinople, de Monastir et de Salonique von 1878 hatte Veles 1873 1470 Haushalte mit etwa 6000 männlichen Einwohnern, davon 4884 Bulgaren (darunter sind hauptsächlich die Vorfahren der heutigen Mazedonier zu verstehen). In den 1890er Jahren soll die Stadt eine Bevölkerung von etwa 19.700 Einwohnern gehabt haben. Um 1905 zählte die Stadt 13.820 Einwohner. Zu dieser Zeit gab es in der Stadt je zwei bulgarische Progymnasien und Grundschulen, beziehungsweise je ein serbisches, ein griechisches und ein aromunisches Progymnasium und Grundschule.
Der im Anfang des 19. Jahrhunderts in Veles geborene Schriftsteller und Aufklärer Jordan Chadschikonstantinow-Dschinot beschreibt Veles wie folgt:

„Veles ist eine seltsame Stadt, bewohnt mit Bulgaren – Slaweno-Paionier, unnötig stolz, verträumt, launisch, abergläubisch, aber fleißig, fröhlich, Sänger, wundervolle Tänzer, furchtlos, klug, ungehorsam.“

### Teil Serbiens und Jugoslawiens
Im Ersten und im Zweiten Balkankrieg kämpften bis zu 306 Freiwillige aus Veles als Teil des 9. Veles Bataillon des Makedonien-Adrianopel-Freiwilligen-Korps der bulgarischen Armee gegen Osmanen und Serben. Nach dem Zweiten Balkankrieg wurde Veles, wie das gesamte Gebiet des heutigen Nordmazedonien, dem Königreich Serbien zugesprochen. Die muslimische und bulgarische Bevölkerung wurde in der Folge größtenteils vertrieben. Im Ersten und im Zweiten Weltkrieg wurde die Stadt und die ganze Region von Bulgarien eingenommen. In diesen Perioden wurde Veles von der IMRO verwaltet.
Mit der Übernahme der Stadt durch Titos Partisanen und der ASNOM wurden zu Weihnachten 1944 die Kollaborateure und Mitglieder der IMRO sowie sich zum Bulgarentum bekennende Personen ohne Prozess oder Gerichtsurteil misshandelt und teils ermordet. Die Opfer wurden hinter der Kirche „St. Spas“ begraben. Nach dem Zweiten Weltkrieg gehörte die Stadt zum kommunistischen Jugoslawien und trug nach dem Staatsführer Josip Broz Tito den Namen Titov Veles. In dieser Zeit wurde die Stadt industrialisiert, was zum gesellschaftlichen und ökonomischen Wandel führte.

### Seit 1991

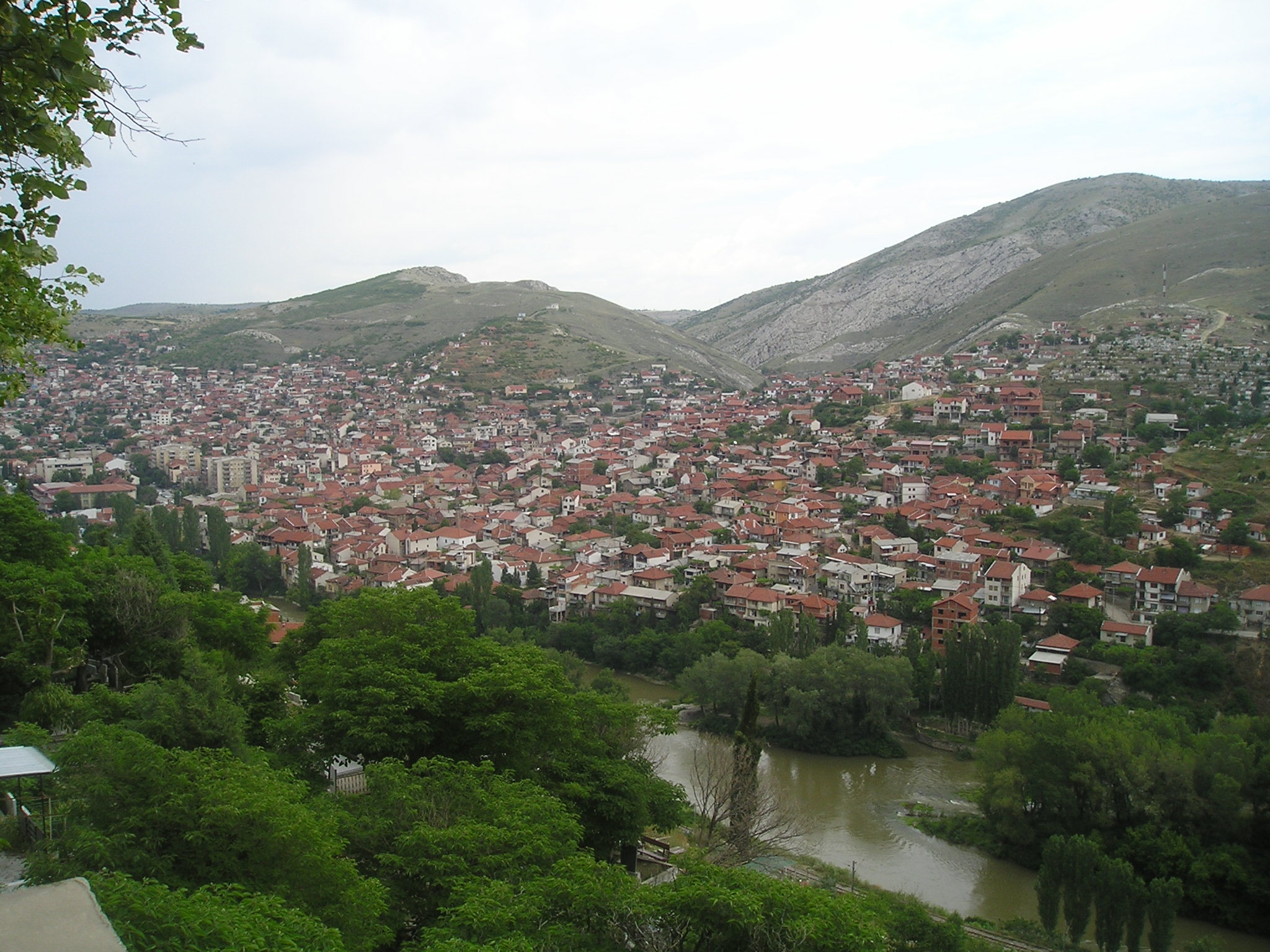
Veles heute

Nach der Unabhängigkeit der Republik Mazedonien 1991 folgte ein Bruch im wirtschaftlichen Leben der Stadt (wie auch in anderen nordmazedonischen Städten: Ohrid, Bitola, Tetovo u. a.). Die großen Betriebe wurden geschlossen und der Lebensstandard sank stark. Mit dem Gesetz zur territorialen Aufteilung Mazedoniens bekam die Stadt ihren alten Namen – Veles – zurück.
2016 erlangte die Stadt international Bekanntheit, weil aus dem Ort während des US-amerikanischen Präsidentschaftswahlkampfs massenweise Fake News in sozialen Netzwerken verbreitet wurden. Bewohner erstellten Webseiten, auf denen sie Fake News und Werbung platzierten, und posteten die Links u. a. in zahlreichen Facebook-Gruppen. Wenn Nutzer der sozialen Netzwerke auf die Fake-News-Webseiten klickten, erhielten die Webseitenbetreiber Geld über die Werbung.

## Bevölkerung

### Stadt
In der Stadt Veles leben gemäß 2002 durchgeführter Volkszählung 43.716 Einwohner, neben slawischen Mazedoniern (92,12 %) auch Türken (3,88 %), Roma (1,83 %), Aromunen (0,78 %), Serben (0,68 %), Albaner (0,21 %) und weitere.
2016 wurde die Einwohnerzahl auf 43.140 geschätzt.

### Gemeinde
In der Opština Veles, die außer Veles noch weitere Ortschaften miteinschließt, leben 55.108 Einwohner (2002; geschätzt 2016: 54.384). Die ethnische Gliederung setzt sich wie folgt zusammen:
| Ethnie     | Einwohner | Anteil  |
| ---------- | --------- | ------- |
| Mazedonier | 46.767    | 84,86 % |
| Bosniaken  | 2.406     | 4,36 %  |
| Albaner    | 2.299     | 4,17 %  |
| Türken     | 1.724     | 3,12 %  |
| Roma       | 800       | 1,45 %  |
| Serben     | 540       | 0,97 %  |
| Walachen   | 343       | 0,62 %  |
| Andere     | 229       | 0,41 %  |
| Total      | 55.108    | 100 %   |

Bemerkung: die Prozentwerte sind auf zwei Kommastellen gerundet

## Wirtschaft
Veles gehört neben der nordmazedonischen Hauptstadt Skopje und Bitola zu den Wirtschaftszentren des Landes. Die geografische Lage begünstigte die wirtschaftliche Entwicklung seit der Antike. Hier befinden sich heute die größte Butterfabrik des Landes und eine Zinkfabrik.
Auch als Zentrum für bewusste Fake News hat Veles traurige Berühmtheit erlangt.

## Verkehr
Veles ist neben Skopje der zweite Eisenbahnknoten des Landes. Der Bahnhof Veles liegt an der Nord-Süd-Hauptstrecke Tabanovci–Gevgelija. Von hier zweigt nach Südwesten die Bahnstrecke Veles–Kremenica und nach Nordosten die Bahnstrecke Veles–Kočani ab.

## Sehenswürdigkeiten
Kirchen
- Kirche St. Pantaleon
- Mariä-Himmelfahrts-Kirche
- Kirche Sveti Spas
- Kloster Hl. Dimitrius[17]

weitere
- Uhrturm von Veles
- Kale von Veles (Festung)
- Theater
- Volksmuseum

## Mit der Stadt verbundene Personen

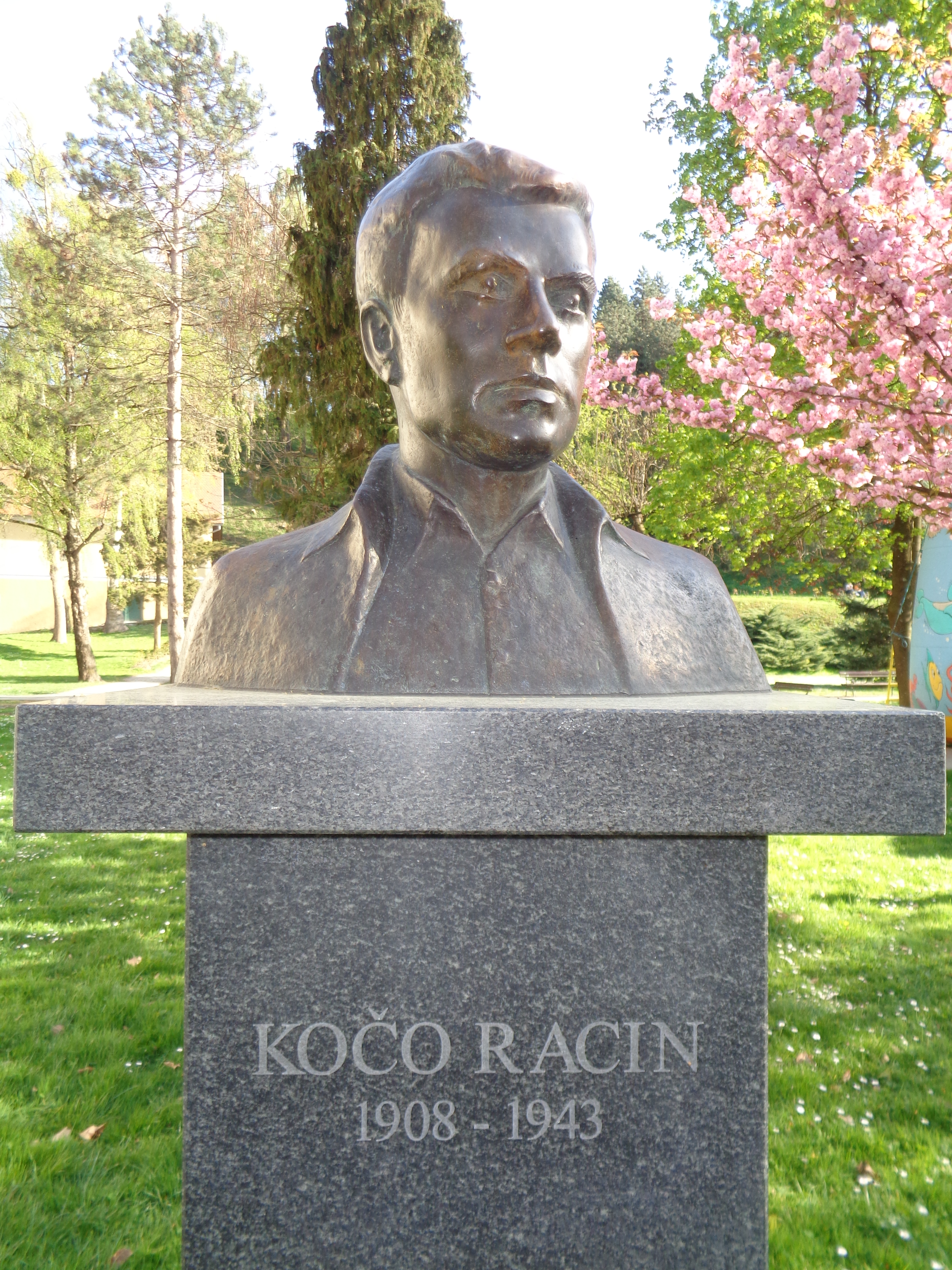
Kočo Racin, mazedonischer Schriftsteller, wurde in Veles geboren

- Dimitar Trajkowitsch (1817–1880), bulgarischer Freiheitskämpfer und Politiker
- Jordan Chadschikonstantinow-Dschinot (1818–1882), bulgarischer Lehrer und Schriftsteller
- Raiko Schinsifow (1839–1877), bulgarischer Schriftsteller
- Ilija Georgow (1860–1945), bulgarischer Journalist und Politiker
- Iwan Georgow (1862–1936), bulgarischer Philosoph, Wissenschaftler und Gründer der modernen bulgarischen Philosophie
- Dimitar Matow (1864–1896), bulgarischer Wissenschaftler
- Miletij von Veles (1868–1924), bulgarischer Geistlicher
- Kâzım Özalp (1880–1968), türkischer Politiker und Militär
- Andrej Mazanow (1880–1947), bulgarischer Freiheitskämpfer und führende Persönlichkeit der BMARK
- Ljubomir Wessow (1892–1922), bulgarischer Revolutionär und Dichter
- Ilija Kuschew (1896–1922), bulgarischer Revolutionär und Wojwode der IMRO
- Panko Brašnarov (1883–1951), Kommunistenführer
- Kočo Racin (1908–1943), Kommunistenführer und Schriftsteller
- Kiril Lazarov (* 1980), mazedonischer Handballspieler und -trainer
- Filip Lazarov (* 1985), mazedonischer Handballspieler

## Partnerstädte
- Samobor
- Slobozia
- Swischtow
- Užice